# Jadranovo
Jadranovo (deutsch Neuadria) ist ein kleines Dorf nördlich der Küste von Kroatien, welches ungefähr zehn Kilometer entfernt von der Stadt Crikvenica liegt.
Die Bevölkerungszahl von Jadranovo beträgt 1.224 (Stand: 2011).

## Geographische Lage
Jadranovo liegt zwischen dem 10 km entfernten Crikvenica und dem etwa 26 km entfernten Rijeka.

## Geschichte
Die ältesten Ruinen in Jadranovo stehen bei Lokvišće, welche man auf ein Alter von ca. 8.500 – 6.000 Jahren, also der Steinzeit, datieren kann.
Ungefähr ab dem siebten Jahrhundert n. Chr. wurde Jadranovo, sowie ganz Kroatien von den Süd-Slawisch sprechenden Völkern besiedelt.
Außerdem wurden am Ufer von Lokvišće Amphoren gefunden was bedeuten könnte, dass er früher als Handelshafen von den Liburniern für Wein, Olivenöl etc. genutzt wurde.
Dass Lokvišće ein Hafen war, kann man bereits an den unter dem Wasser gelegenen Stufen erkennen, welche wohl geschlagen wurden, um das Einfahren der Boote zu ermöglichen.
Auf einer Karte von Iacoppa de Giroldisa, aus dem Jahr 1426 wurde Jadranovo, das erste Mal als Sveti Jakov (St.Jakob) erwähnt.

## Infrastruktur
In Jadranovo gibt es zwei Supermärkte und mehrere Restaurants, wobei die meisten nur zur Touristensaison geöffnet haben, zudem einen mit Sand aufgeschütteten Strand.